# 山本五郎
山本 五郎（やまもと ごろう、1880年2月12日 - 1941年4月12日）は、日本の実業家。写真機械店と写真館を経営。愛友写真倶楽部代表。岐阜県揖斐郡出身。

## 概要・略年譜
岐阜県揖斐郡長瀬村岐礼（現在は揖斐川町にある）出身。長男は写真家の山本悍右である。
- 1905年3月、名古屋広小路に写真機械店、写真館「山本五郎商店」を出店する。
- 1907年、横浜美術写真館サスライズ商会で写真撮影をする。
- 1912年、日高長太郎、佐野紫影らと愛友写真倶楽部を結成。大正期には代表を勤める。
- 1914年、妻・通との間に長男、悍右をもうける。
- 1941年4月、逝去。
- 1945年3月19日の名古屋大空襲で山本五郎商店が焼失する。

## 展覧会
- 2021年 「写真の都」物語 ―名古屋写真運動史:1911-1972― 展 / 名古屋市美術館

## 系譜
山本家の先祖は、大江音人を祖とする大江氏にある。直系の先祖は、1332年に後醍醐天皇の倒幕隠謀が露顕し隠岐島に流された時、美濃岐礼庄に配流された中納言大江貞奥（?-1334年）で、子孫が山本と称した。その子、山本判官桜待中納言大江貞元は「太平記」の吉野の戦いに記述がある。山本五郎は貞奥より本家24代目である。

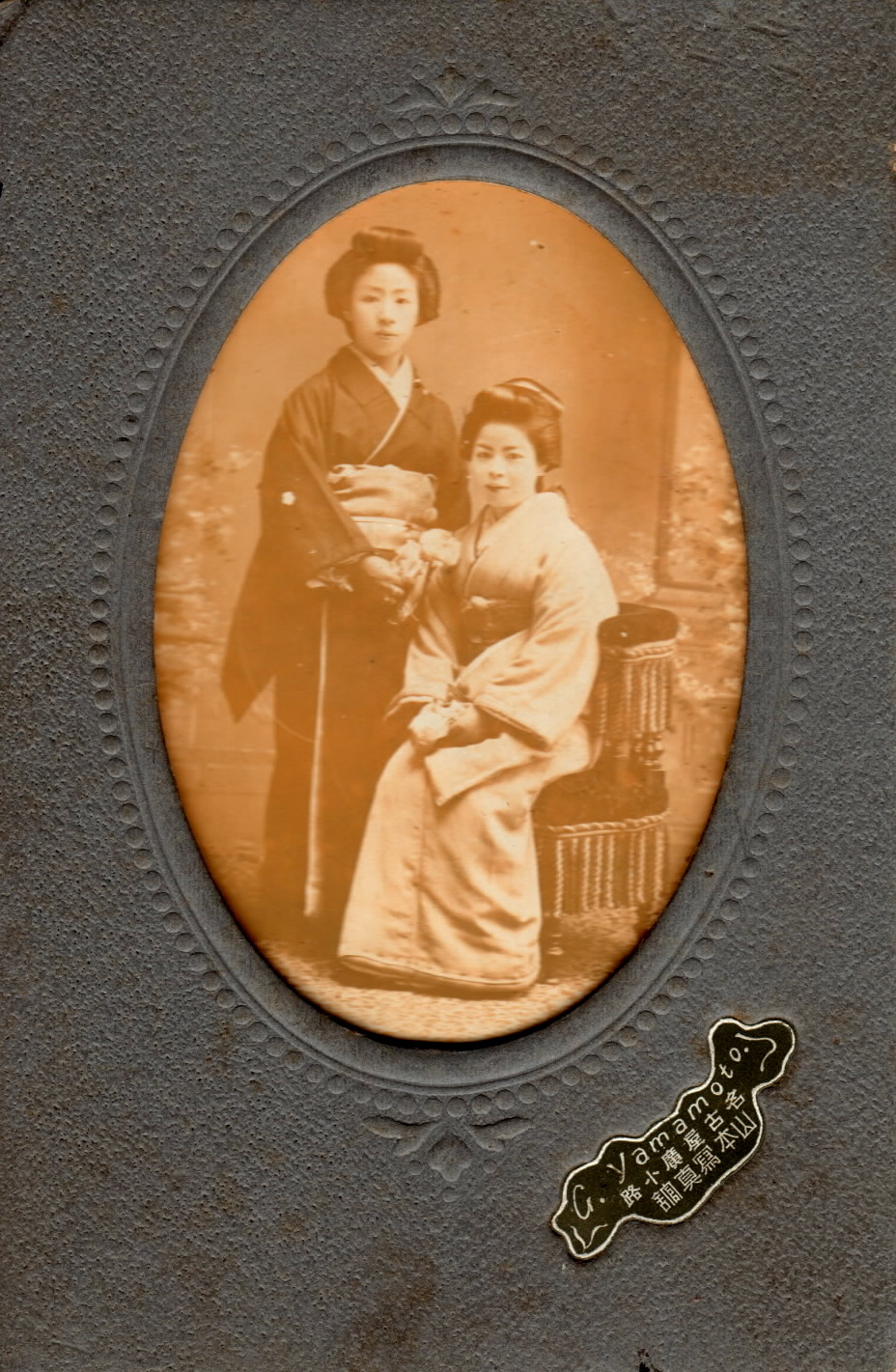
山本写真館 右：妻、通

初代:山本中納言大江貞奥 - 2代:山本桜待中納言貞元 - 3代:貞行 - 4代:貞房 - 5代:貞常 - 6代:貞安 - 7代:貞純 - 8代:貞時 - 9代:貞光 - 10代:貞直 = 11代:数馬貞正 - 12代:貞久 - 13代:重貞 - 14代:貞宅 - 15代:貞継 - 16代:貞昌 - 17代:治五右衛門貞宅 - 18代:作兵衛貞重 - 19代:五左衛門貞時 - 20代:五左衛門貞栄 - 21代:五左衛門貞篤 - 22代:五左衛門貞陳 = 23代:久吉貞路 - 24代:五郎貞真 - 25代:悍右貞諷

## ギャラリー

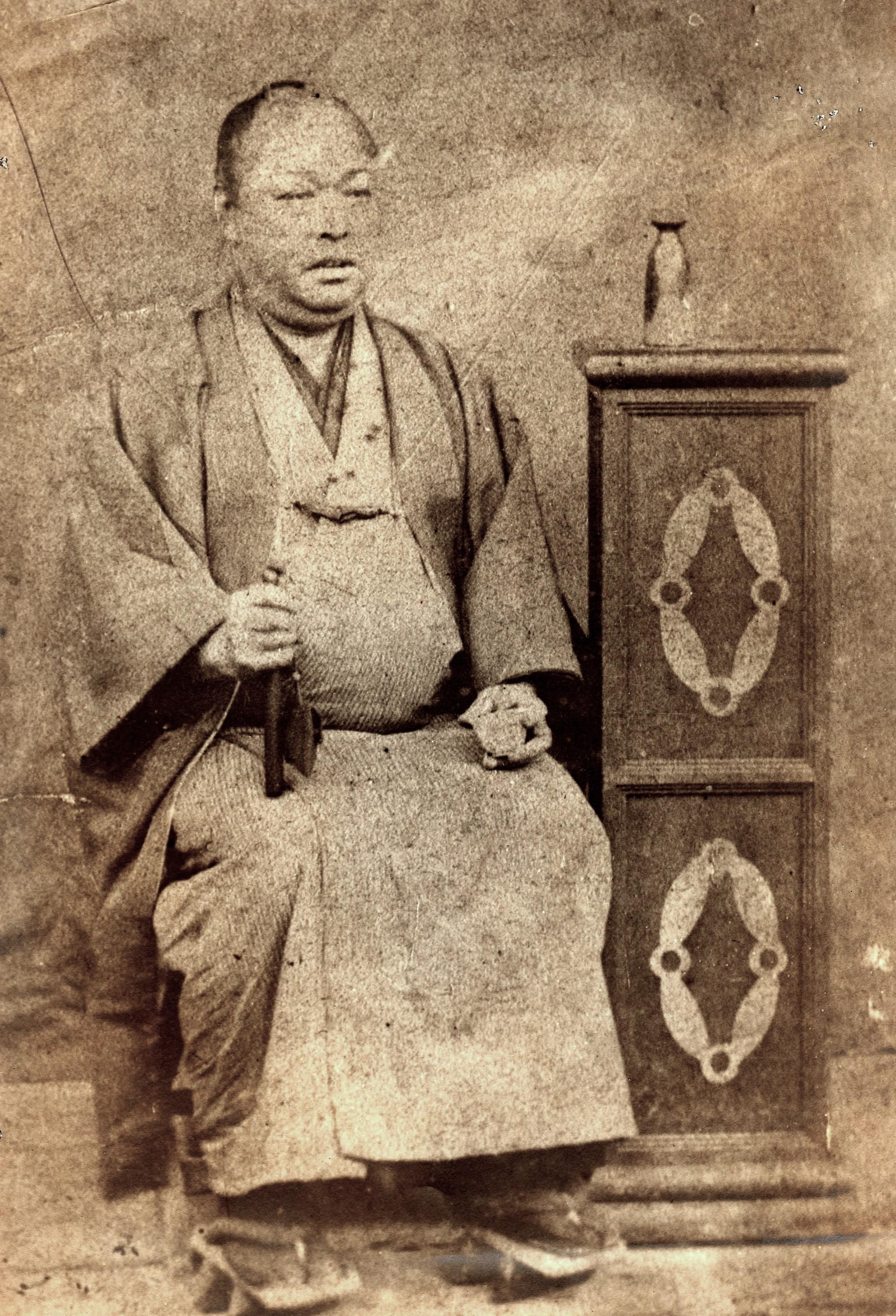
Goro Yamamoto's grand father： 山本五左衛門貞陳 1830 - 1881（天保元年 - 明治14年） 山本五郎祖父 Gozaemon Sadanobu YAMAMOTO
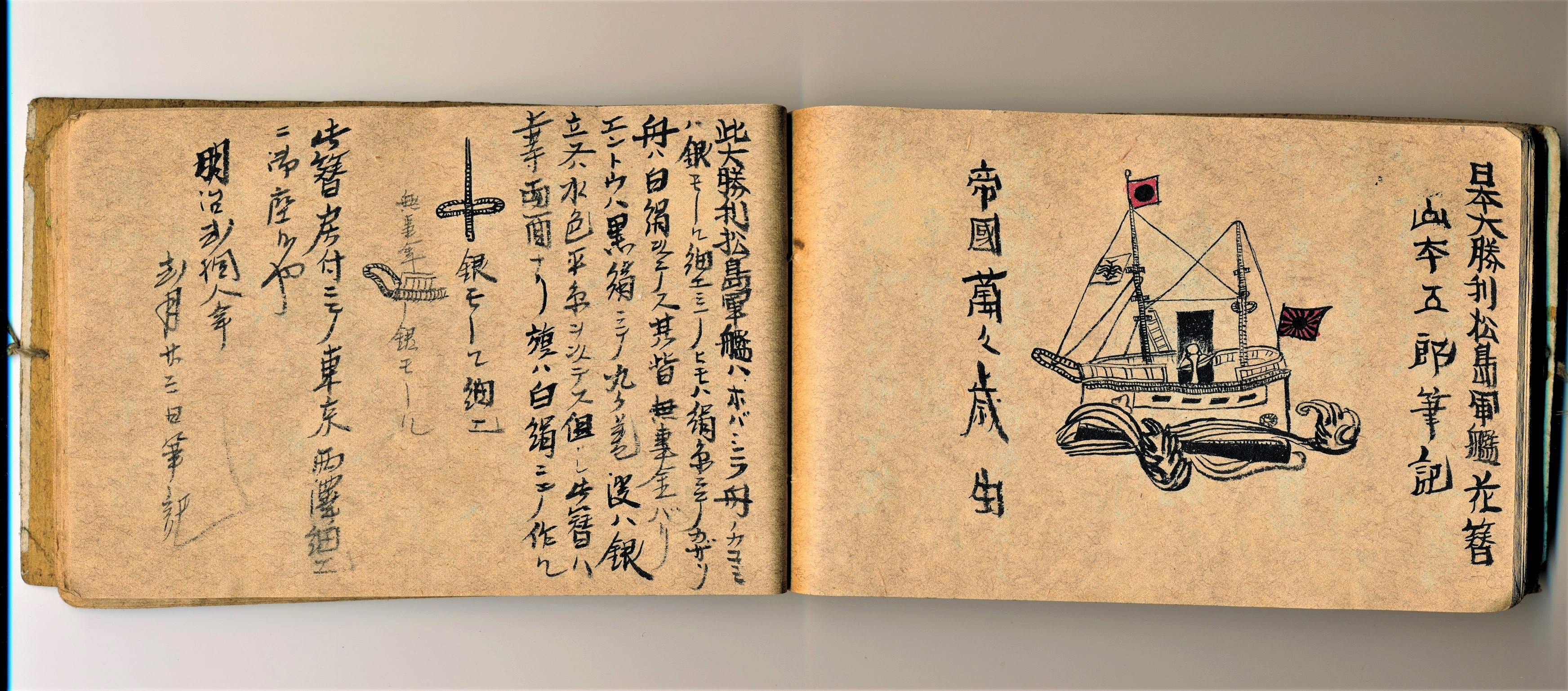
山本五郎筆記 明治28年2月23日 帝国万々歳 日本大勝利 松島軍艦花簪.
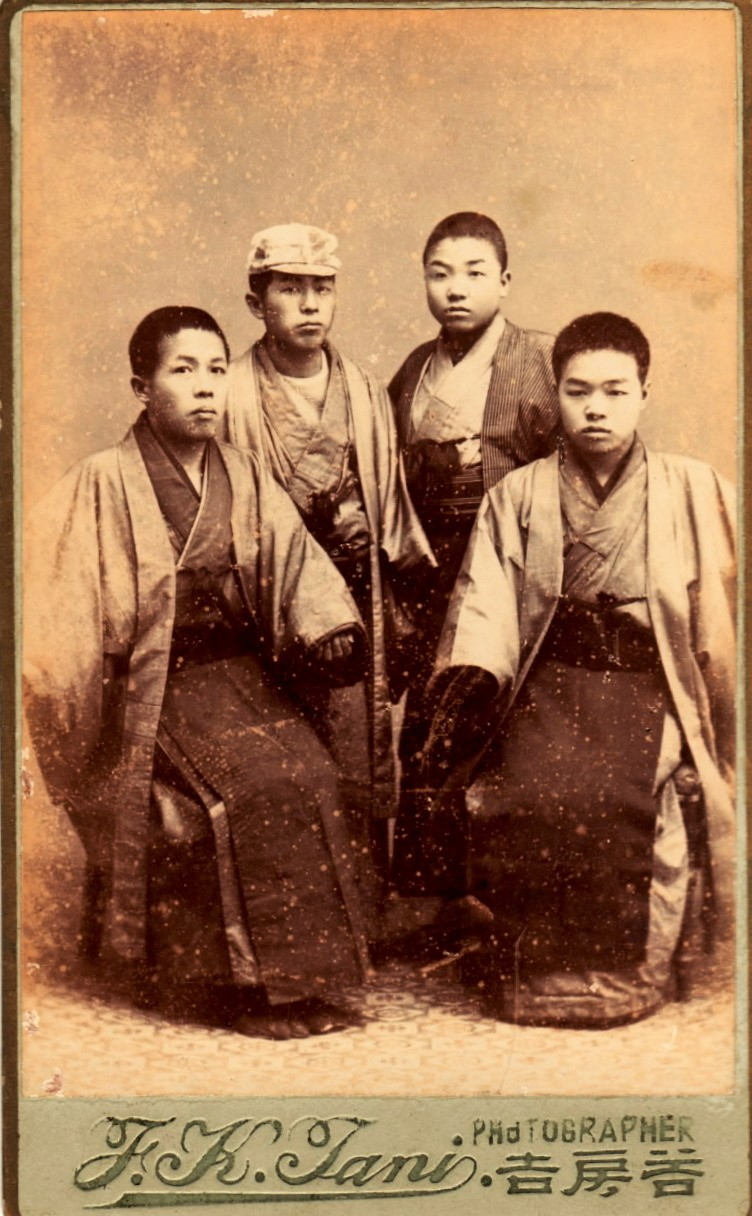
山本五郎（右から2人目） 明治30年3月14日　中尾駒三郎君出店記念写真
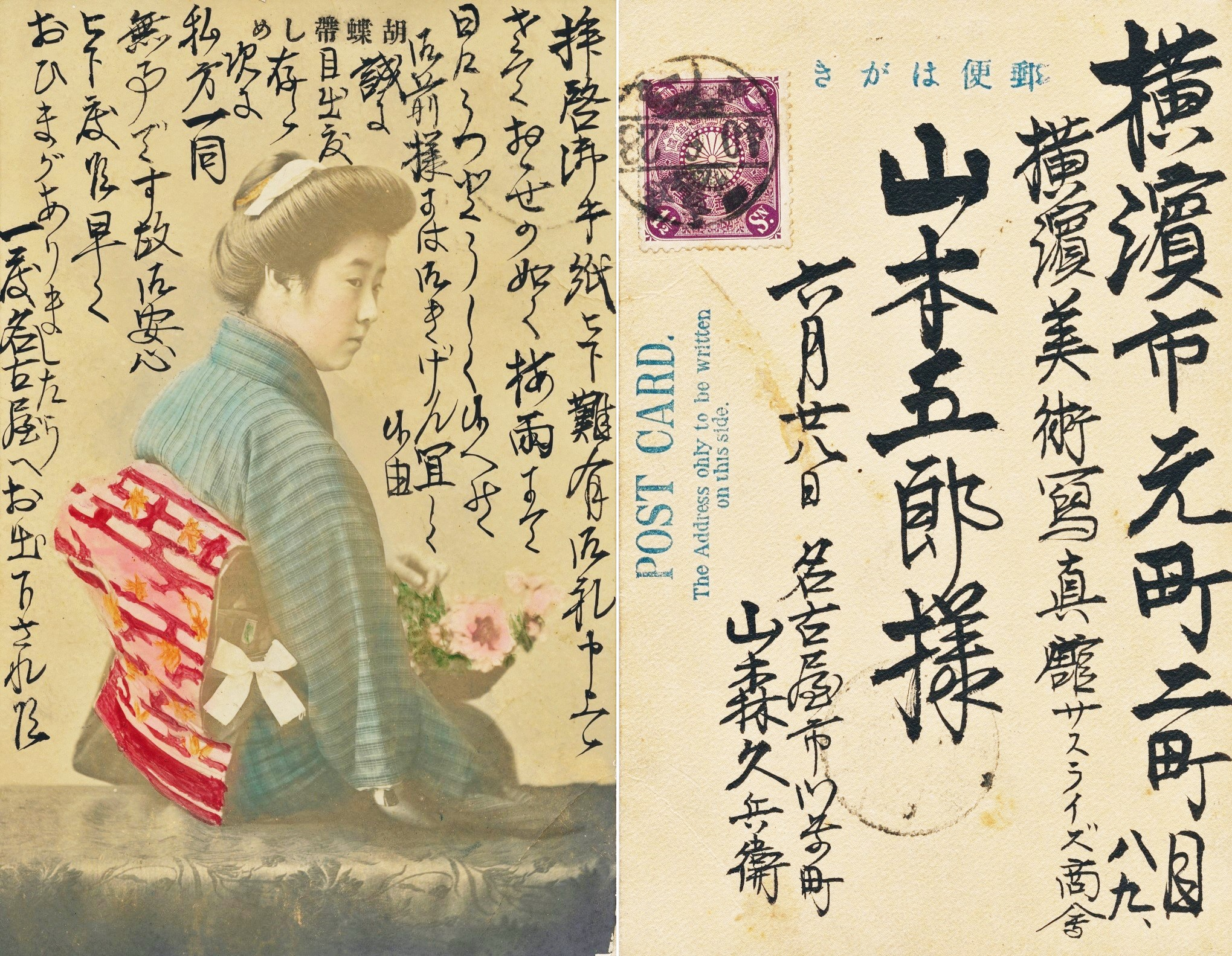
山本五郎あてハガキ 明治40年6月28日付. Postcard to Goro Yamamoto on 28 June 1907.
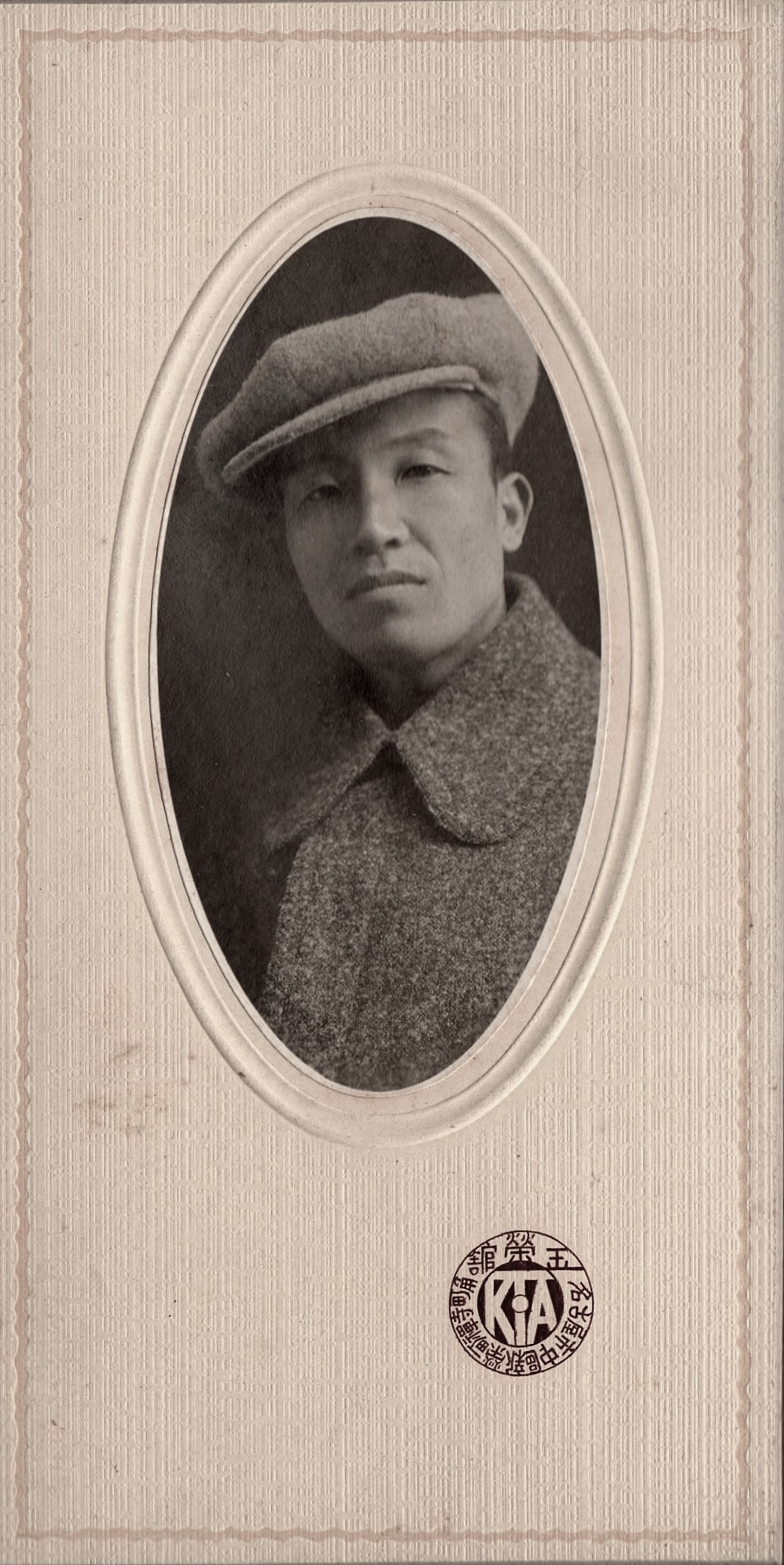
山本五郎　明治40年頃
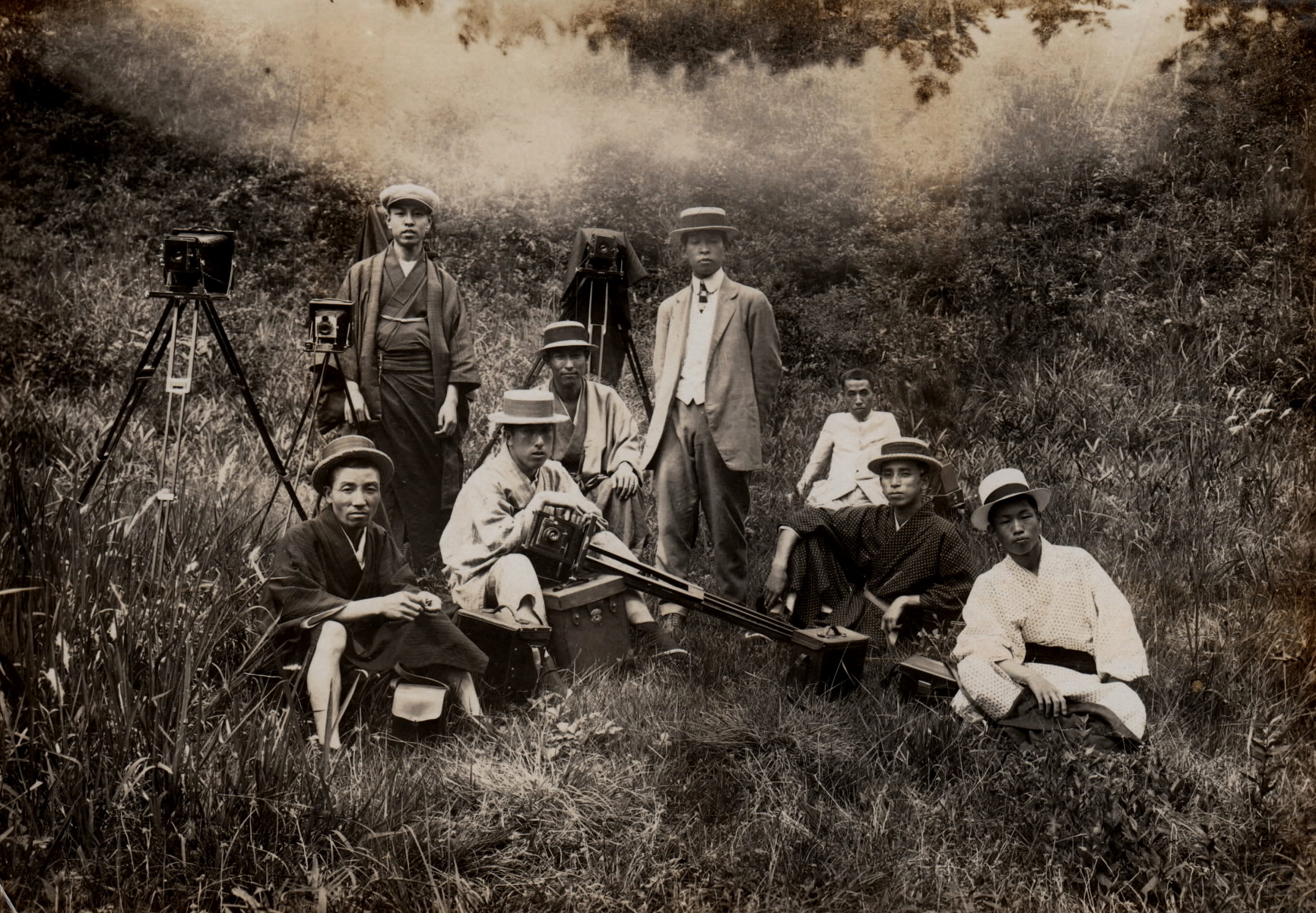
多治見虎渓山撮影会 明治45年 前列左 山本五郎
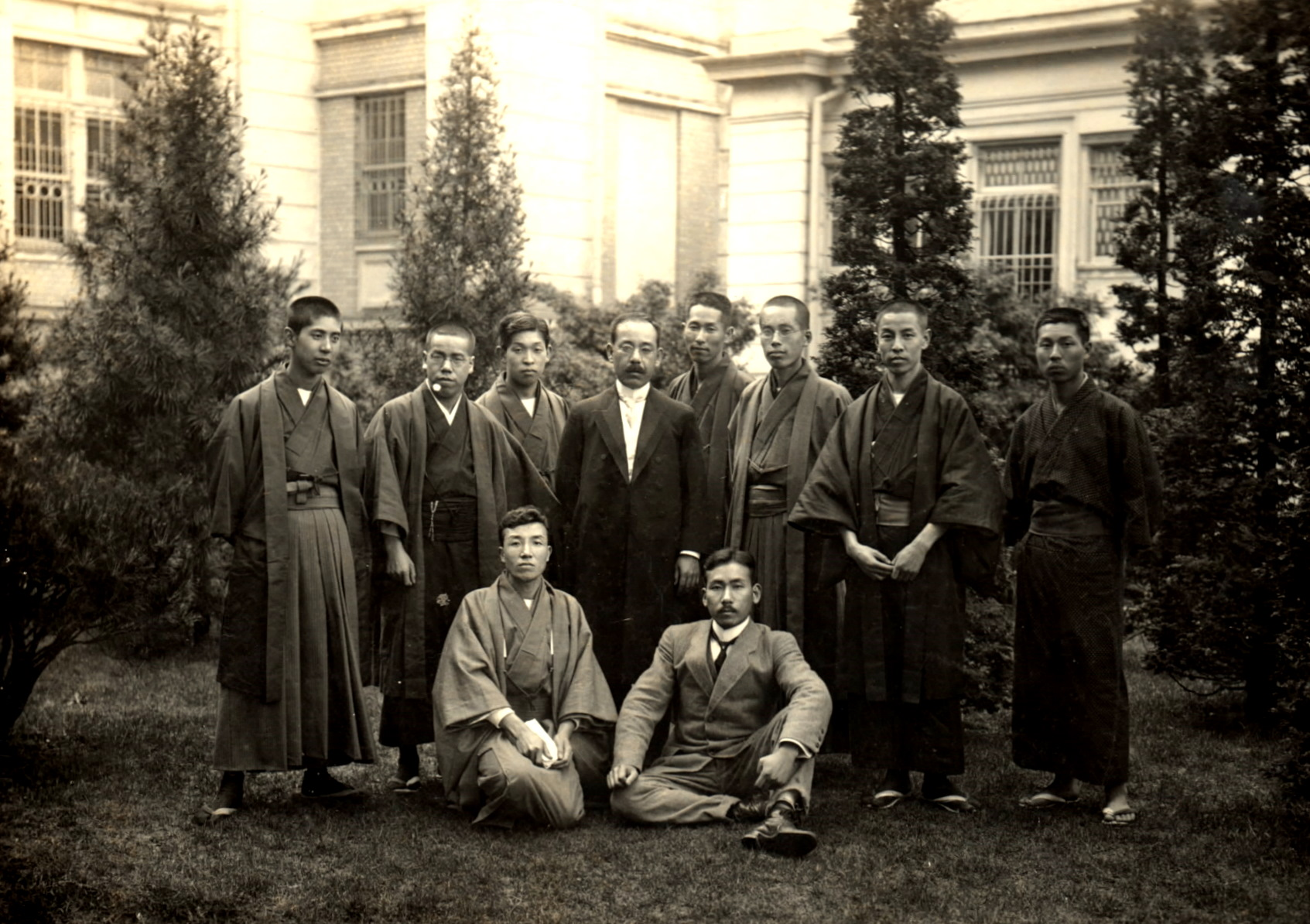
May 1915 " 1st Exhibition of Aiyu Photo Club"大正4年5月22日 - 29日 愛友写真倶楽部第1回展覧会 名古屋商品陳列場 前列左 山本五郎 後列右3人目 日高長太郎
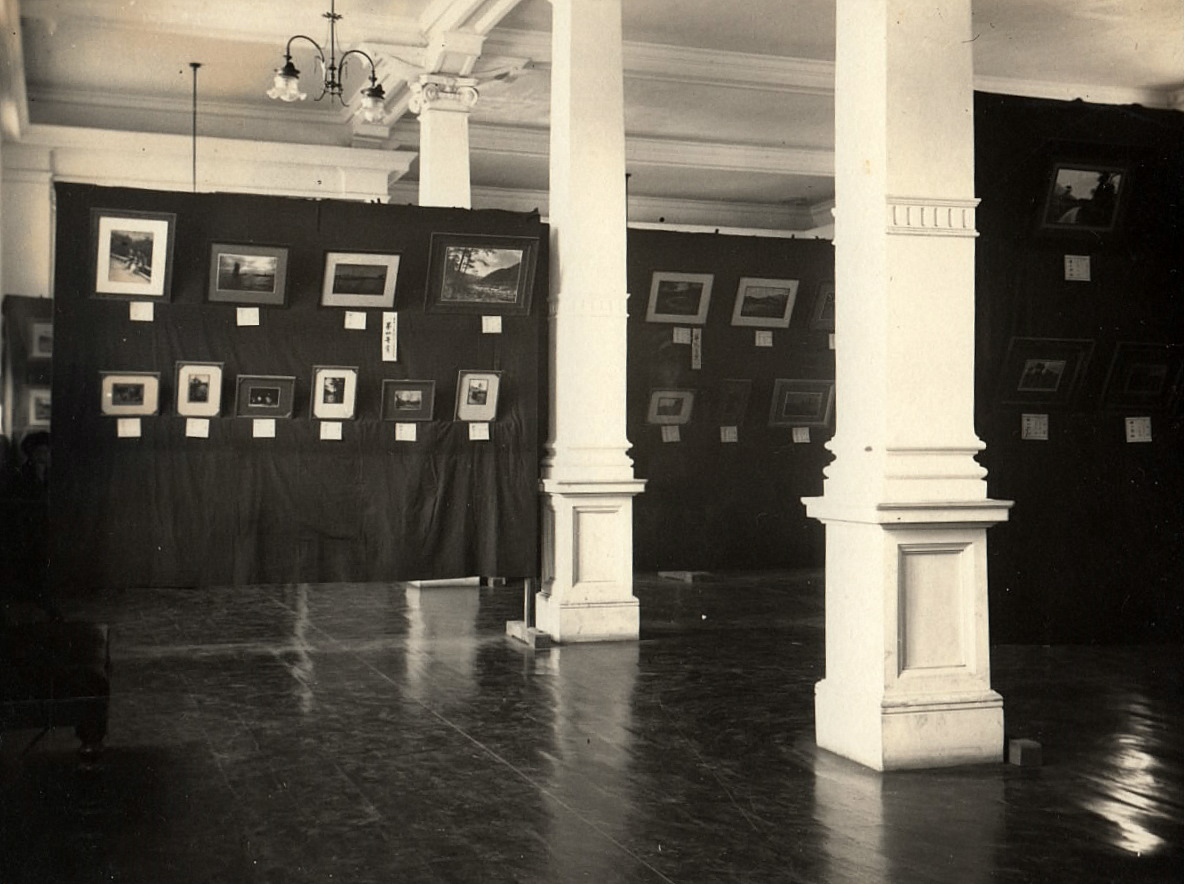
May 1915 " 1st Exhibition of Aiyu Photo Club"大正4年5月22日 - 29日 愛友写真倶楽部第1回展覧会 名古屋商品陳列場
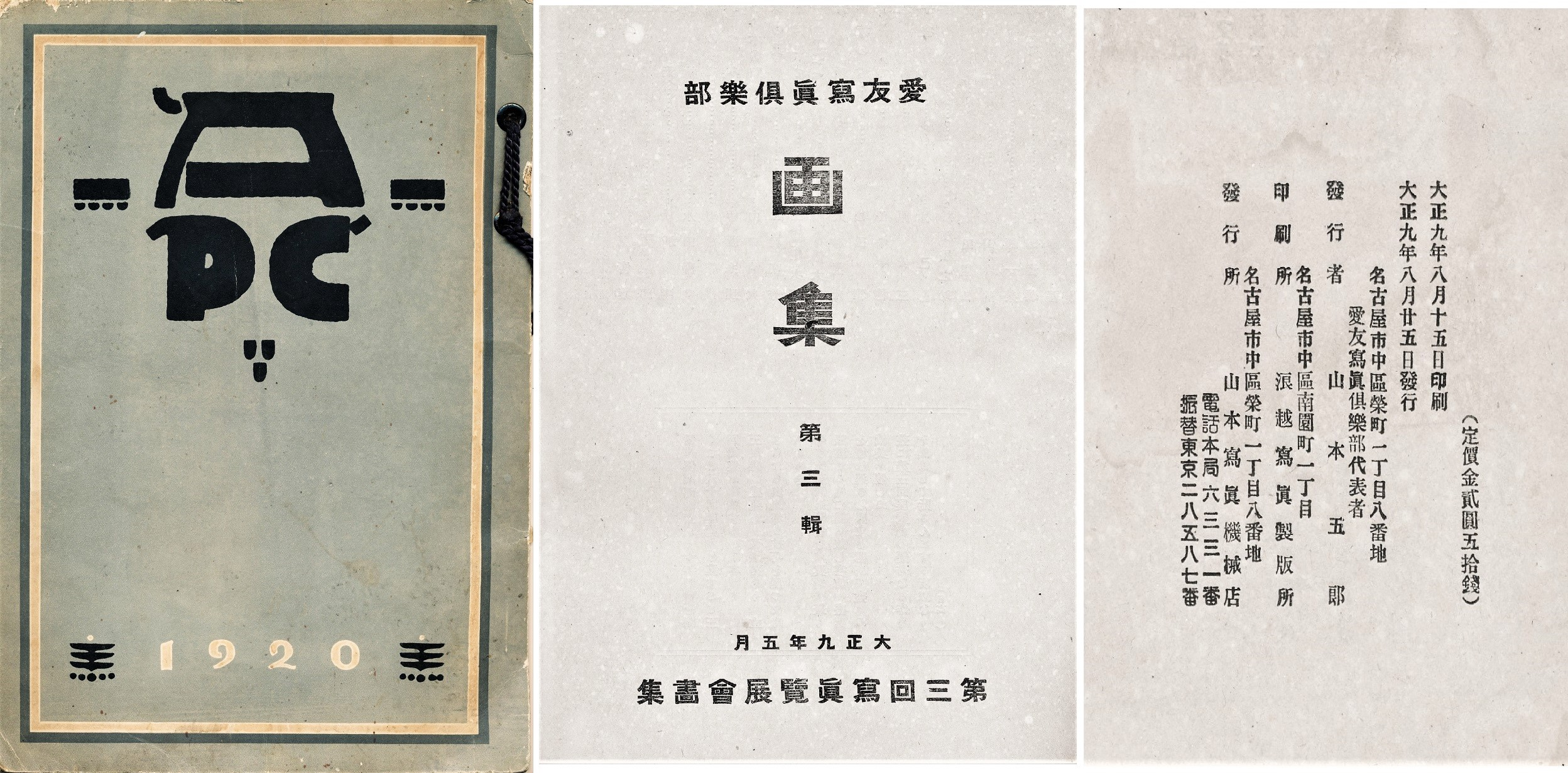
APC 愛友写真俱楽部画集 大正9年5月 山本五郎発行 AIYU Photo Collection Book, published by Goro Yamamoto, 1920.
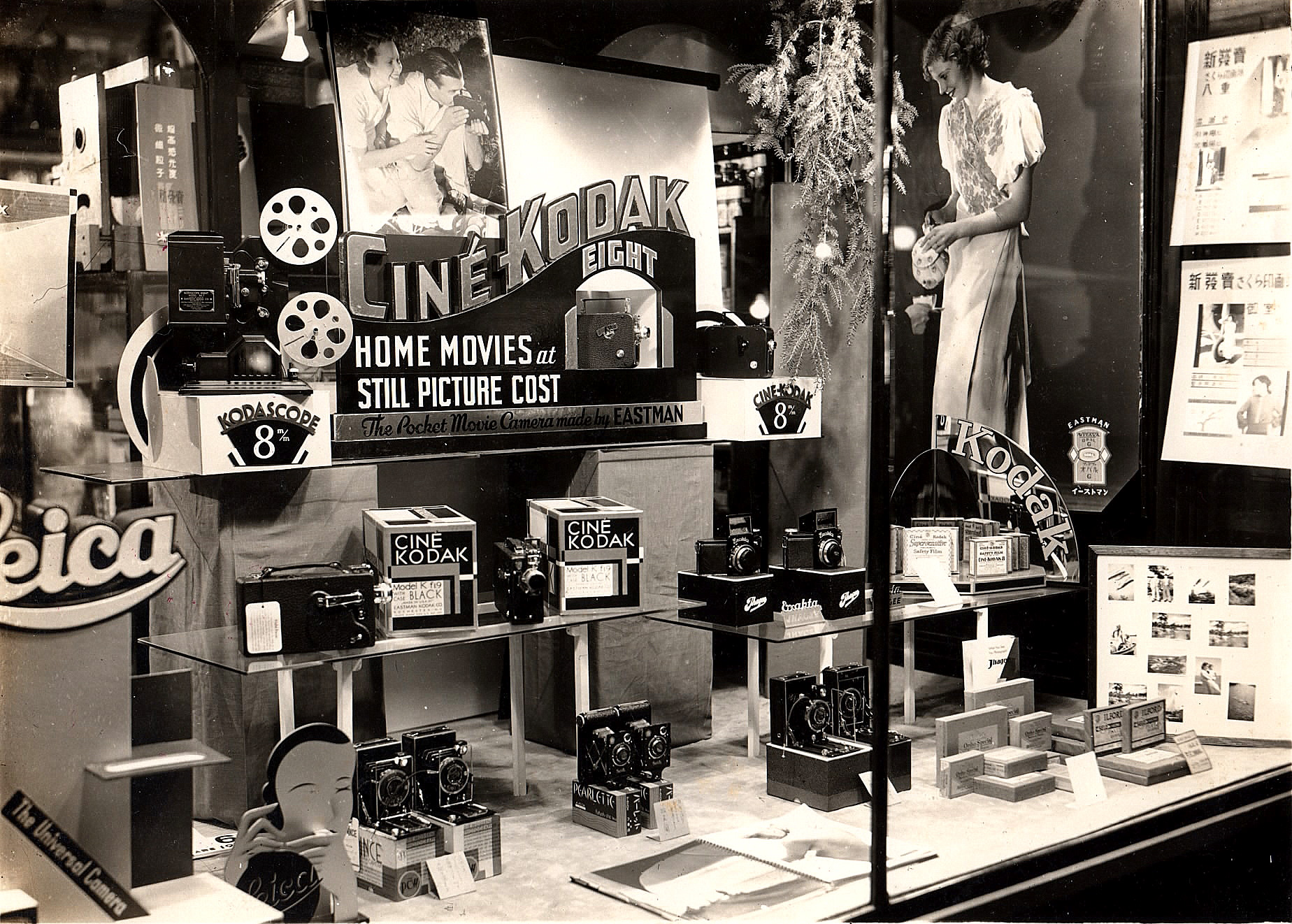
Camera & Materials, Goro Yamamoto Co. around 1935 Nagoya Japan
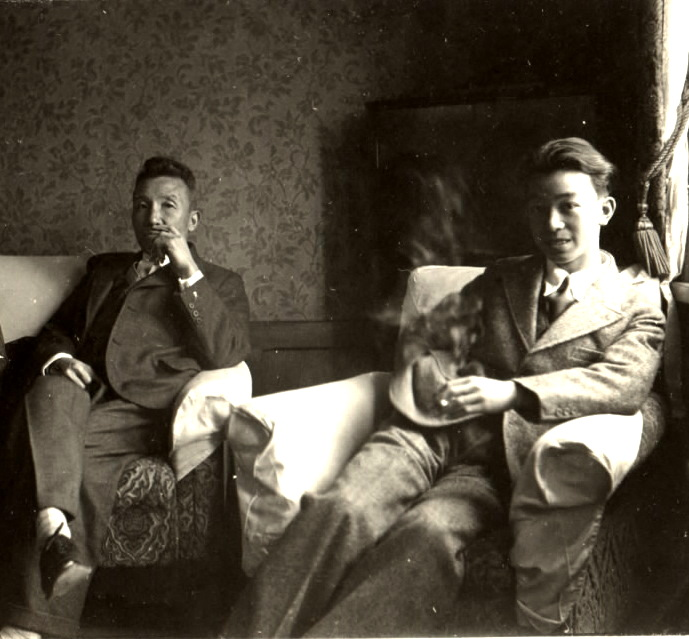
YAMAMOTO Goro (left) & Kansuke around 1940. 山本五郎（左） と 悍右（右） 昭和15年頃
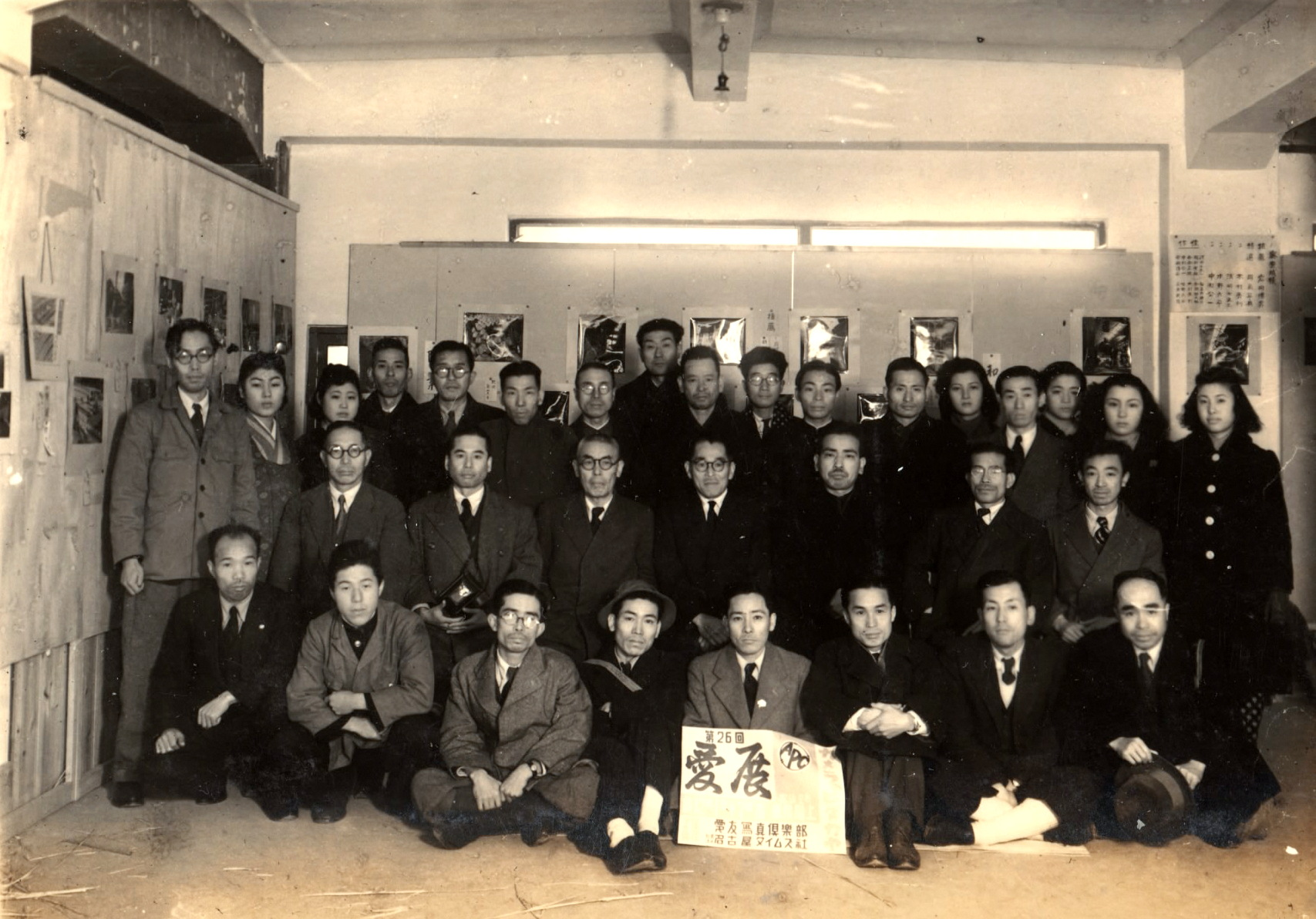
1946年11月2日 第26回愛展 愛友写真倶楽部 中列右 山本悍右
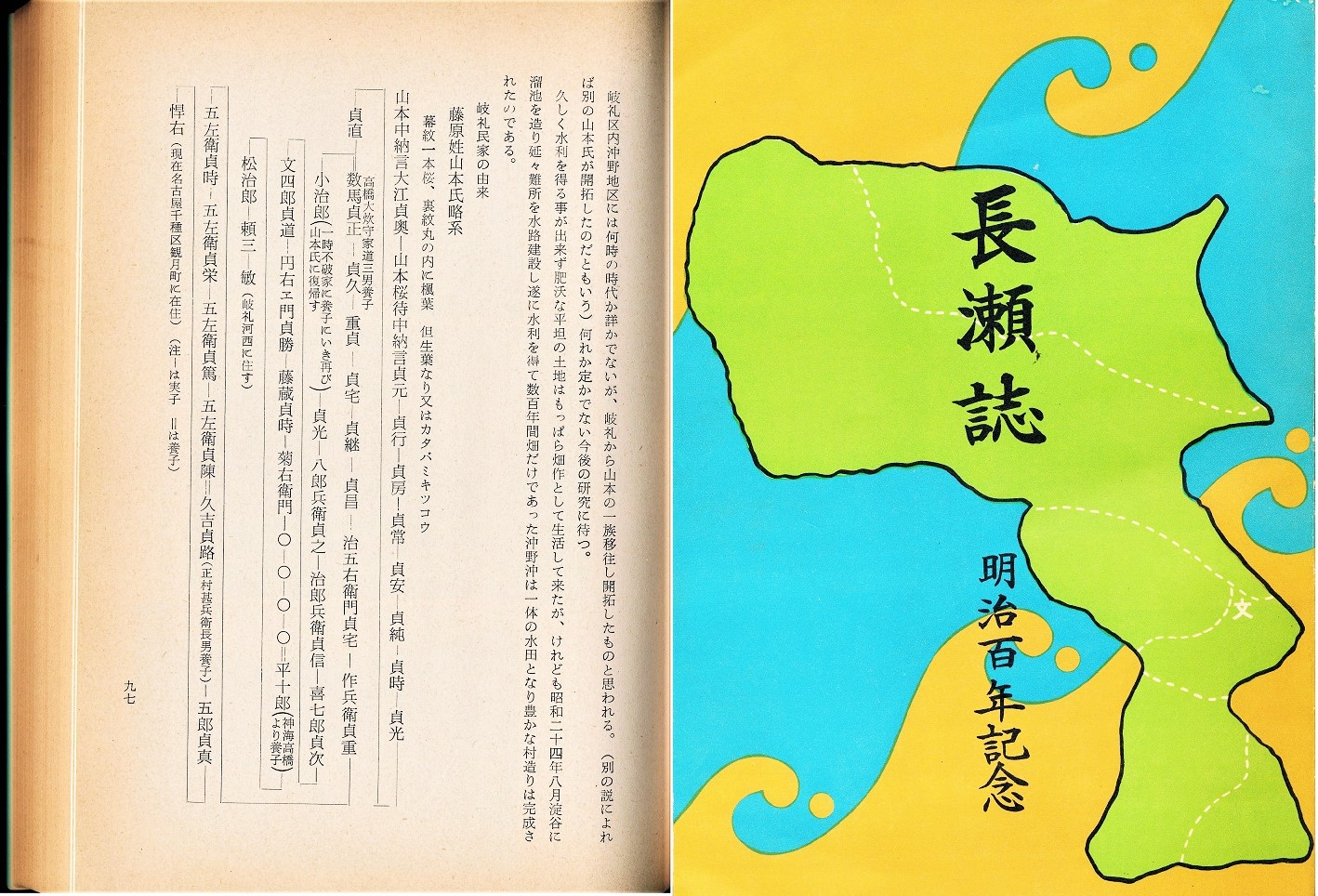
長瀬誌 明治百年記念 山本氏略系 昭和43年 谷汲村長瀬財産区発行 Kansuke Yamamoto pedigree
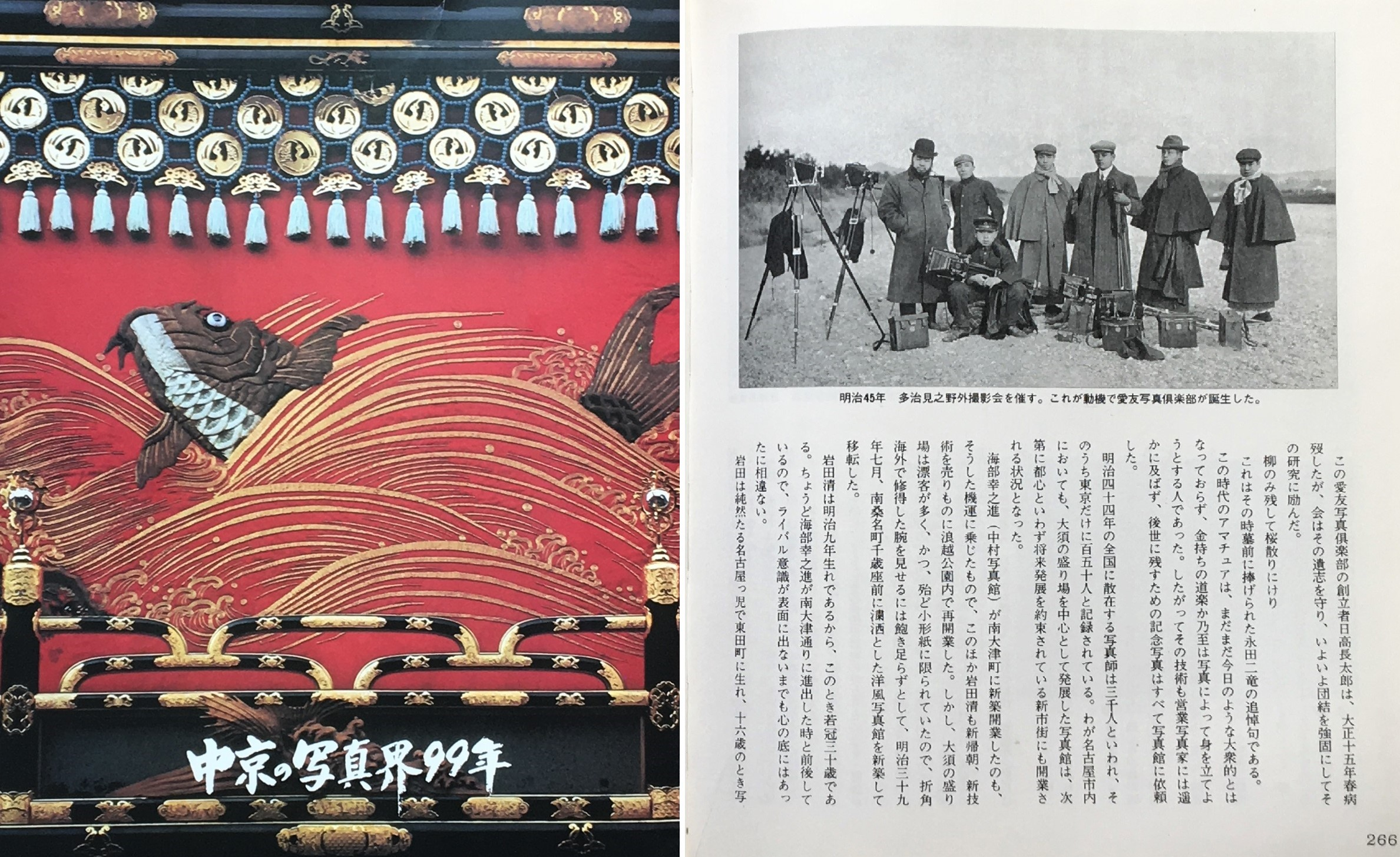
中京の写真界99年 昭和47年 中部経済新聞社発行 右写真；明治45年 多治見之野外撮影会を催す。これが動機で愛友写真俱楽部が誕生した 左より2人目 山本五郎